# Pirates of the Burning Sea
Pirates of the Burning Sea — многопользовательская онлайн-игра (MMORPG), посвященная «веку пиратов». Действие разворачивается в XVIII веке в бассейне Карибского моря. Игра доступна для скачивания из сети интернет, но разработчики также выпускают ограниченными тиражами и подарочные версии игры на DVD-дисках.

## Сеттинг
Действия игры «Pirates of the Burning Sea» разворачиваются в Карибском море 1721 года. Вы должны сражаться на парусных кораблях в эпоху пиратства и колониальных войн. В игре четыре игровые нации: Британия, Франция, Испания и «Береговое братство» (пираты).

## Игровой процесс
Чтобы играть, требуется выбрать одну из сторон (Британию, Францию, Испанию или пиратов). Задача каждой нации — выиграть карту. Для этого надо захватывать города противников в ходе «Портовых битв» (Port battle).
Для того, чтобы прокачать персонажа, в игре имеется более 1000 квестов, за выполнение которых дают очки опыта и внутриигровые деньги. Все эти квесты проходить не обязательно, можно выбрать самые полезные из них. Настоящая игра начинается только тогда, когда персонаж достигает 50 уровня опыта.
Битва за порт (Port battle) в игре Pirates of the Burning Sea — это морское сражение, в нём участвует по 24 игрока с каждой стороны. Обычно, «Портовая битва» — это сражение на кораблях, но часто такое сражение заканчивается высадкой десанта и рукопашной дракой в городе. Система фехтования в игре довольно сложная, существует четыре рукопашных стиля: «грязная драка», «фехтование», «флорентийский стиль» и «кулачный бой». Игра коллективная, сражением командует игрок-адмирал, другие игроки-капитаны выполняют его приказы, которые он отдает голосом в программе Ventrilo (она же «Вентра» или — голосовой чат). Каждый игрок должен иметь компьютерные наушники с микрофоном. Когда одна из наций набирает более 300 очков за захват городов и удерживает этот результат в течение трех суток — это победа, карта выиграна. Победители получают желанные бонусы в Pirates of the Burning Sea, но все захваченные города возвращаются проигравшим нациям, и игровой цикл начинается заново.
В игре Pirates of the Burning Sea есть также PvE и PvP. Для PvE в открытом море плавает множество флотов NPC разного уровня и всех наций, на которые можно напасть в любом месте, чтобы утопить. На вражеских флотах NPC можно заработать дублоны (внутриигровые деньги) и очки опыта, а из обломков побежденных кораблей высокого уровня можно достать ценные «Королевские поощрения». Максимальное количество участников PvP-боя — шесть кораблей с каждой стороны. PvP-бои возможны только в специальных PvP-зонах, которые могут возникнуть в море около города, если противник наберет «очки международной напряженности» на этом городе. В PvP-зоне вы можете нападать на корабли игроков других наций, но и они могут напасть на персонажа.
Участвовать в PvP и «Портовых битвах» игры Pirates of the Burning Sea желательно, когда игровой персонаж прокачан до самого высокого 50 уровня опыта. Боевые корабли игроки должны строить себе сами, а для этого необходимо возводить верфи, шахты, лесопилки и дрeubt сооружения. экономические строения в городах. Система экономики (крафт) довольно сложна. В игре имеется аукцион, где можно торговать строительными материалами для кораблей, оружием, фитами и другими предметами за дублоны. В игре есть ежедневные квесты, где игроки зарабатывают внутриигровые деньги, и эпические квесты (квесты повышенной сложности), от которых при выполнении можно получить не только удовольствие, но и фиты и предметы. Часть эпических квестов в игре Pirates of the Burning Sea — платные (за реальные деньги).
В игру Pirates of the Burning Sea можно играть не только мужским персонажем, но и женским. Есть женщины и девушки, которые успешно сражаются в ПВП и «Портовых битвах». Внешний вид персонажа можно изменять, надевая различные шляпы, камзолы или платья, но выбранный пол поменять нельзя. Многие предметы одежды нужно добывать в квестах или покупать за дублоны у других игроков на аукционе. Некоторые предметы одежды можно купить за реальные деньги в магазине «Острова сокровищ». Торговля различными вещами, премиум-аккаунтами и т. п. за реальные деньги производится с помощью очков «Burning Sea», которые возможно купить на официальном (англоязычном) сайте игры. Многие дебетовые банковские карты VISA, которые имеют широкое распространение в России, подходят для оплаты услуг в игре Pirates of the Burning Sea.
Количество людей, которые одновременно играют на одном севере в игру Pirates of the Burning Sea, — несколько сотен человек. А люди бывают разные. Поэтому на серверах присутствует онлайн менеджер игры — GM (game master). Это сотрудник компании Flying Lab Software который следит за порядком на сервере и оказывает помощь игрокам. На официальном сайте игры Pirates of the Burning Sea в разделе «Get Help» после несложной авторизации можно спросить у GM о том, как пройти какой-нибудь квест, или просто попросить о помощи, если вы попали в какую-то затруднительную ситуацию и не знаете, что надо делать. Ответ приходит через несколько минут, но надо помнить, что GM находится в США, его рабочее время сильно отличается от московского времени. Сообщение, которое вы пишете менеджеру игры, называется «тикет». Его надо писать на английском языке, и ответ тоже будет на английском. Но не обольщайтесь, что GM не знает русского языка. Если кто-то из игроков начнет писать в чате игры известные нецензурные слова, которыми так богат русский язык, а в ответ на это другой игрок напишет администратору «тикет», GM может забанить такого невоспитанного игрока, и этот интернет-тролль потеряет доступ к своему персонажу уже через пару минут. Менеджер игры Pirates of the Burning Sea умеет пользоваться русско-английским онлайн-переводчиком. GM также может забанить игрока за читерство или за другие виды нечестной игры.

## Разработка
Игра разрабатывалась компанией Flying Lab Software с 2002 года и должна была выйти в 2004 году. Из-за многократных переделок различных составляющих игры её бета-тестирование было начато только в декабре 2005 года и продолжалось до января 2008 года. Название игры «Pirates of the Burning Sea» можно перевести как «Пираты пылающего моря» или «Пираты горящего моря», но компания «Акелла», которая делала русскую локализацию этой игры, сочла такое название некоммерческим и предложила своё русское название этой игры: «Корсары online: пираты бушующего моря». Поэтому игра теперь известна многим в России как «Корсары онлайн», но это название — интеллектуальная собственность компании «Акелла».
Изначально игра «Pirates of the Burning Sea» была доступна лишь по подписке, но 22 ноября 2010 года эта игра была переведена на систему free-to-play. Теперь в игру «Pirates of the Burning Sea» можно играть бесплатно неограниченное время. 5 марта 2010 года в результате множества слияний в игре осталось три сервера: Roberts (Европа), Antigua (Северная Америка/Мир) и Caribbean (Россия). В мае 2011 года русский сервер Caribbean (Карибы) был закрыт. Компания «Акелла» более не осуществляет поддержку игры «Pirates of the Burning Sea» в России. Но на серверах компании Flying Lab Software также существует поддержка русского языка.
На рубеже 2012—2013 гг. Sony Online Entertainment официально отказалась от поддержки проекта, посчитав дальнейшее участие коммерчески невыгодным. Такой шаг большинство активных игроков признало ожидаемым в виду неудачной игровой политики, проводимой Flying Lab Software на протяжении всего 2012 года. Тем не менее, проект не был закрыт. Небольшой коллектив разработчиков из числа сотрудников Flaying Lab Software выкупил права на игру и в настоящее время поддерживает серверы Roberts и Antigua в рабочем состоянии. Игрокам до конца января 2013 года была предоставлена возможность перехода на новую игровую платформу, однако администрация «Portalus Games» охотно удовлетворяет запросы на восстановление старых аккаунтов на протяжении всего года.
Новая администрация анонсировала активную линию реформ, которая призвана улучшить геймплей и привлечь к игре новое поколение игроков. На протяжении 2013 года в игру, в частности, помимо добавления нового условно-бесплатного игрового контента, непосредственно в механику, было внесено множество поэтапных правок, которые, по словам администрации, являются частью некоего глобального плана модернизации, который сохраняется в тайне. Однако, немногочисленное игровое сообщество с сожалением констатирует заимствование привычной для Flying Lab Sofrware модели поведения новым коллективом: игнорирование мнения комьюнити, блокирование критиков, и отказ признать предыдущую игровую политику, проводимую Flying Lab Software, провальной. Отчасти это объясняется тем, что ведущий геймдизайнер остался прежним. В ближайшее время ожидается кардинальное изменение механики ПвП. В то время, как значительное число активных игроков, выражающих своё мнение на прежнем форуме игры, исходя из доступной на сегодняшний день информации, уже называют грядущие нововведения очередной ошибкой, часть игроков приветствует их. Однако, в виду отсутствия активной рекламной деятельности со стороны новых владельцев бренда, изменения, очевидно, повлекут снижение игровой популяции.
Примечательным по отношению как к Flying Lab Software, так и к Portalus Games, является то, что излюбленной шуткой игроков неизменно предстает заверение в том, что команда разработчиков никогда не играла в собственную игру. Многие видят этому подтверждение в том, что, несмотря на привычное тестирование ожидаемых новых патч-билдов и негативную оценку отдельных их составляющих со стороны тестеров, которые, пользуясь игровым опытом, способны предсказать далекоидущие последствия изменений, перед фактическим их запуском, замечания и прогнозы комьюнити никогда не учитываются до фактического воплощения тестируемого контента на действующих «живых» серверах. Как следствие, значительная часть ресурсов Portalus Games уходит на исправление ошибок как Flying Lab Software, так и собственных.

## Отзывы
| Сводный рейтинг | Сводный рейтинг |
| Агрегатор       | Оценка          |
| --------------- | --------------- |
| GameRankings    | 76,21 %         |